# Erich Kistowski
Erich Kistowski (* 6. November 1909 in Danzig (heute Gdańsk, Polen); † 13. August 1984) war ein Oberst und Hauptabteilungsleiter des Ministeriums für Staatssicherheit (MfS) der Deutschen Demokratischen Republik (DDR). Von 1965 bis 1970 war er Leiter der Hauptabteilung VII, zuständig für „die Absicherung“ des Ministeriums des Inneren und der Polizei der DDR.

## Leben

### Widerstandskämpfer gegen den Nationalsozialismus
Kistowski, Sohn eines Arbeiters, schloss 1923 die Volksschule ab und war bis 1929 in verschiedenen Bereichen als Hilfsarbeiter tätig. 1929 trat er in die Kommunistische Partei Deutschlands (KPD) ein und wurde als Mitarbeiter der Bezirksleitung Danzig deren hauptamtlicher Funktionär. 1932/33 besuchte er die Militärpolitische Schule der Komintern in Moskau und kehrte danach nach Danzig zurück.
Nach der Machtübernahme der Nationalsozialisten 1933 und dem Verbot kommunistischer Betätigung in Deutschland unterstützte Kistowski die KPD auch in der Illegalität. Bis 1941 wurde er mehrfach inhaftiert und wegen „versuchtem Hochverrat“ verurteilt. 1941 wurde er eingezogen und kämpfte bei der deutschen Marine im Zweiten Weltkrieg. Nach der bedingungslosen Kapitulation der Wehrmacht im Mai 1945 geriet er in Kriegsgefangenschaft, aus der er 1948 entlassen wurde.

### MfS-Offizier in der DDR
1948 kehrte Kistowski nach Deutschland zurück und ließ sich in Mecklenburg nieder. Er wurde Mitglied der Sozialistischen Einheitspartei Deutschlands (SED) und 1949 Mitarbeiter in deren Landesleitung im Land Mecklenburg. Zusätzlich wurde er im selben Jahr Landessekretär der Vereinigung der Verfolgten des Naziregimes (VVN).
Noch 1949 wechselte er zur Verwaltung zum Schutz der Volkswirtschaft Mecklenburg, aus der 1950 die Landesverwaltung des MfS wurde. Zunächst war er Mitarbeiter der Kreisdienststelle in Greifswald und wurde 1950 Leiter der Kreisdienststelle in Rostock.
1952 wechselte Kistowski in die MfS-Zentralverwaltung in Ost-Berlin und wurde Leiter der Abteilung VIIc, zuständig für die Volkspolizei-Luft, dem Vorläufer der Luftstreitkräfte der DDR. 1953 wurde er Abteilungsleiter, später stellvertretender Hauptabteilungsleiter der Hauptabteilung I, zuständig für die Kasernierte Volkspolizei, aus der 1956 die Nationale Volksarmee (NVA) der DDR wurde. 1958 wurde er zum Oberst befördert.
1959 wurde Kistowski als stellvertretender Chef der Deutschen Grenzpolizei und Leiter der Grenzaufklärung Offizier im besonderen Einsatz. 1961 wechselte er als stellvertretender Leiter, ab 1965 als Hauptabteilungsleiter, in die Hauptabteilung VII, zuständig für das Ministerium des Innern (MdI) und die Polizei der DDR. 1970 ging er in den Ruhestand.
Er wurde in der Gräberanlage für Opfer des Faschismus und Verfolgte des Naziregimes auf dem Zentralfriedhof Friedrichsfelde beigesetzt.

## Ehrungen
- 1974 Vaterländischer Verdienstorden (DDR)